# Eslovênia nos Jogos Olímpicos de Verão da Juventude de 2014
Eslovênia participou dos Jogos Olímpicos de Verão da Juventude de 2014, realizados em Nanquim, na República Popular da China.